# Debra Wilson
Debra Wilson (New York, 26 aprile 1962) è un'attrice, comica e doppiatrice statunitense.

## Biografia
Nel 2006, si è sposata con Cliff Skelton, dal quale ha divorziato nel 2010.

## Filmografia

### Attrice

#### Cinema
- Girl 6 - Sesso in linea (Girl 6), regia di Spike Lee (1996)
- Gridlock'd - Istinti criminali (Gridlock'd), regia di Vondie Curtis-Hall (1997)
- Vita da principesse (B*A*P*S), regia di Robert Townsend (1997)
- Scary Movie 4, regia di David Zucker (2006)
- Avatar, regia di James Cameron (2009)

#### Televisione
- New York Undercover – serie TV, episodio 2x01 (1995)
- Strepitose Parkers – serie TV, episodio 5x07 (2003)
- Senza traccia (Without a Trace) – serie TV, episodio 2x12 (2004)
- CSI - Scena del crimine (CSI: Crime Scene Investigation) – serie TV, 3 episodi (2004-2007)
- Raven (That's So Raven) – serie TV, episodio 2x10 (2004)
- In Justice – serie TV, episodio 1x04 (2006)
- Terminator: The Sarah Connor Chronicles – serie TV, episodio 2x02 (2008)
- 90210 – serie TV, episodio 1x12 (2009)
- 2 Broke Girls – serie TV, episodio 2x19 (2013)
- The First Family – serie TV, episodio 1x17 (2013)
- Save Me – serie TV, episodio 1x06 (2013)
- Verdetto fatale (Fatal Acquittal), regia di Sam Irvin – film TV (2014)
- Un diavolo di angelo (Angel from Hell) – serie TV, episodio 1x06 (2016)
- Life in Pieces – serie TV, episodio 2x04 (2016)
- Z Nation – serie TV, episodio 3x11 (2016)
- My Sister Is So Gay – serie TV, 5 episodi (2016-2018)
- Superior Donuts – serie TV, episodio 2x05 (2017)

### Doppiatrice

#### Cinema
- La gang del bosco (Over the Hedge), regia di Tim Johnson e Karey Kirkpatrick (2006)
- Lo Hobbit - La battaglia delle cinque armate (The Hobbit: The Battle of the Five Armies), regia di Peter Jackson (2014)
- Qualcuno salvi il Natale (The Christmas Chronicles), regia di Clay Kaytis (2018)
- Sing 2 - Sempre più forte (Sing 2), regia di Garth Jennings (2021)
- Corsa contro il tempo - The Desperate Hour (The Desperate Hour), regia di Phillip Noyce (2021)
- Cobweb, regia di Samuel Bodin (2023)

#### Televisione
- MADtv – show TV, 197 episodi (1995-2003, 2005, 2007, 2009, 2016)
- Star Trek: Deep Space Nine – serie TV, episodio 6x25 (1998)
- The Mr. Potato Head Show – serie animata, 13 episodi (1998-1999)
- I Griffin (Family Guy) – serie animata, 6 episodi (2000-2011)
- Tutti pazzi per Re Julien (All Hail King Julien) – serie animata, 40 episodi (2014-2017)
- Cannon Busters – serie animata, 12 episodi (2019)
- Among Us – serie animata (2024)
- Topolino - La casa del divertimento - serie animata, 86 episodi (2021-2025)
- Eyes of Wakanda - serie animata, 4 episodi (2025)

#### Videogiochi
- Halo 3 (2007)
- Metal Gear Solid 4: Guns of the Patriots (2008)
- Dead to Rights: Retribution (2010)
- StarCraft II (2010)
- Call of Duty: Advanced Warfare (2014)
- World of Warcraft: Warlords of Draenor (2014)
- Batman: The Enemy Within (2017)
- Destiny 2 (2017)
- Wolfenstein II: The New Colossus (2017)
- Just Cause 4 (2018)
- Star Wars Jedi: Fallen Order (2019)
- Call of Duty: Modern Warfare (2019)
- Gears 5 (2019) [1]
- Halo Infinite (2021)
- Ratchet & Clank Rift Apart (2021)
- Guild Wars 2: End of Dragons (2022)
- Aperture Desk Job (2022)
- Cosmonious High (2022)
- Star Wars Jedi: Survivor (2023)
- Disney Illusion Island (2023)
- Like a Dragon: Pirate Yakuza in Hawaii (2025)
- Death Stranding 2: On The Beach (2025)
- Doom: The Dark Ages (2025)

## Doppiatrici italiane
Nelle versioni in italiano delle opere in cui ha recitato, Debra Wilson è stata doppiata da:
- Laura Romano in Scary Movie 4, Verdetto fatale, Z Nation
- Emanuela Baroni in Raven
- Sabrina Duranti in Corsa contro il tempo - The Desperate Hour

Da doppiatrice è stata sostituita da:
- Patrizia Burul in Star Wars Jedi: Fallen Order, Star Wars Jedi: Survivor, Death Stranding 2: On the Beach
- Maddalena Vadacca in Tutti pazzi per Re Julien
- Valeria Perilli in Higglytown Heroes - Quattro piccoli eroi
- Valentina Pallavicino in Ratchet & Clank: Rift Apart[2]
- Valentina Pollani in Destiny 2
- Elisabetta Cesone in Wolfenstein II: The New Colossus
- Stefania Patruno in Just Cause 4
- Marisa Della Pasqua in Days Gone
- Adele Pellegatta in Call of Duty: Modern Warfare
- Laura Lenghi in Topolino - La casa del divertimento
- Claudia Razzi in Disney Illusion Island
- Stefania Patruno in Doom: The Dark Ages [3]
- Valentina De Marchi in Eyes of Wakanda